# Lloyd Fredendall
Lloyd Fredendall (Cheyenne, 28 dicembre 1883 – San Diego, 4 ottobre 1963) è stato un generale statunitense.
È noto per aver comandato la Central Task Force nell'Operazione Torch, nella quale diresse con scarso successo il II Corpo d'armata statunitense. Le sue forze subirono pesanti sconfitte nella battaglia di Sidi Bou Zid e nella battaglia del passo di Kasserine contro le esperte truppe tedesche dell'Afrikakorps. Dopo queste sconfitte, Fredendall venne considerato inetto e sostituito.

## Biografia
Venne descritto dal generale Lucian K. Truscott come:
Il suo comandante inglese, Anderson, lo considerava incompetente ben prima della sconfitta di Kasserine. A Fredendall veniva permesso di parlare e emanare ordini usando un suo gergo, per cui chiamava le unità di fanteria walking boys o quelle di artiglieria popguns. Invece di usare gli indicatori di posizione standard delle mappe militari, basati su griglie, creava codici confusionari come "il posto che inizia per C". Ciò portò spesso a confondere i suoi sottoposti e a sprecare tempo prezioso nel cercare di comprendere cosa intendeva.
Prima di Kasserine, Fredendall impiegò una compagnia del genio per costruire un grosso comando di corpo seminterrato, a oltre 100 km dietro la linea del fronte. Il generale Omar N. Bradley lo definì «un imbarazzo per ogni soldato americano». 
Fredendall non visitò mai il fronte, né considerò le informazioni date dai comandanti che si trovavano più vicini. Divise le unità e le disperse su un ampio territorio, spesso posizionando gli elementi troppo distanti per un mutuo sostegno o un uso efficace dell'artiglieria, l'arma più forte dell'esercito statunitense.
Dopo la battaglia del Passo di Kasserine, il 5 marzo 1943, Eisenhower visitò il quartier generale del II Corpo e parlò con Bradley. Eisenhower chiese «Cosa pensa di questo comando?» La risposta di Bradley fu: «Va abbastanza male. Ho parlato con tutti i comandanti di divisione. Hanno perso fiducia in Fredendall come comandante di Corpo». Il giorno seguente, su ordine di Eisenhower, il generale George S. Patton prese il posto di Fredendall.
Fredendall passò il resto della II guerra mondiale con incarichi di addestramento in patria.
Lo storico statunitense (ed ex ufficiale dell'esercito) Carlo D'Este ha descritto Fredendall come «...uno dei più inetti ufficiali anziani a detenere un alto comando durante la II guerra mondiale». Il comandante della 2ª Divisione Corazzata, Ernest Harmon, nel suo rapporto a seguito della battaglia di Kasserine, chiamò Fredendall «un figlio di puttana» e successivamente disse che era fisicamente e moralmente un codardo.

## Carriera
- 1936-1938 Ufficiale comandante del 57º Reggimento, Filippine
- 1938-1939 Vice comandante del Comando di Fanteria
- 1940-1941 Generale comandante della IV Divisione
- 1941-1943 Generale comandante del II Corpo
- 1942 Generale comandante della Central Task Force, Operazione Torch, Africa del Nord
- 1943 Generale comandante del XI Corpo
- 1943 Vice comandante generale della II Armata statunitense
- 1943-1946 Comandante generale della II Armata statunitense
- 1943-1946 Comandante generale del Comando Centrale di Difesa
- 1946 Pensionamento